# Les Anges du péché
Les Anges du péché is een Franse dramafilm uit 1943 onder regie van Robert Bresson.

## Verhaal
Anne-Marie Lamaury treedt in een dominicanerklooster in. Ze tracht meteen bekeerlingen te maken in de vrouwengevangenis. De vrijgekomen gevangene Thérèse zoekt toevlucht in het klooster, maar haar verzet tegen Anne-Marie heeft het ontslag van de jonge non tot gevolg. Uiteindelijk legt ook zij haar gelofte af en wordt Anne-Marie weer in de orde opgenomen.

## Rolverdeling
| Acteur             | Personage             |
| ------------------ | --------------------- |
| Renée Faure        | Anne-Marie Lamaury    |
| Jany Holt          | Thérèse               |
| Sylvie             | Priores               |
| Mila Parély        | Madeleine             |
| Marie-Hélène Dasté | Moeder Saint-Jean     |
| Yolande Laffon     | Mevrouw Lamaury       |
| Paula Dehelly      | Moeder Dominique      |
| Silvia Monfort     | Agnès                 |
| Gilberte Terbois   | Zuster Marie-Josèphe  |
| Louis Seigner      | Gevangenisdirecteur   |
| Georges Colin      | Chef van de recherche |
| Geneviève Morel    | Zuster Berthe         |
| Jean Morel         | Politie-inspecteur    |